# 阿斯科尔德岛
阿斯科尔德岛，当地居民称青岛，满清称勒富岛（满语：Lefu Tun），是彼得大帝湾中的岛，属滨海边疆区福基诺封闭城区，长5.6公里，宽4.1公里，面积14.6平方公里。